# Scytodes ruizensis
Scytodes ruizensis là một loài nhện trong họ Scytodidae.
Loài này thuộc chi Scytodes. Scytodes ruizensis được Embrik Strand miêu tả năm 1914.